# David Brécourt
Pour les articles homonymes, voir Brécourt (homonymie).
David Brécourt, né le 10 avril 1965 à Boulogne-Billancourt, est un acteur français. Il est le fils du comédien Claude Brécourt.

## Biographie
À partir du milieu des années 2000, il oriente sa carrière vers le théâtre où il joue régulièrement avec la troupe Lellouche/Vadim/Demouy. Parmi leurs succès : Le Jeu de la Vérité en 2005 (adapté au cinéma), Le Jeu 2 la Vérité en 2007, Boire, Fumer et Conduire Vite en 2009, et L'Appel de Londres en 2014.

## Filmographie

### Télévision
- 1982 : Malesherbes, avocat du roi d'Élisabeth Badinter : ?
- 1986 : Les enquêtes Caméléon
- 1990 : Les Enquêtes du commissaire Maigret, épisode : Maigret à New York de Stéphane Bertin : ?
- 1991 : Cas de divorce : ? (épisode 42)
- 1992 : Hélène et les Garçons (TV) : Thomas Fava
- 1994 : Cluedo (TV) : Professeur Violet
- 1995 : La Tactique du critique de Stéphane Bertin : ?
- 1996 : Studio Sud de Georges Bensoussan et Emmanuel Fonlladosa : ?
- 1996 : Le Crabe sur la banquette arrière de Jean-Pierre Vergne : ?
- 1996 : Jamais deux sans toi...t (TV) : Jean-Michel
- 1997 : Divorce sans merci de Thomas Vincent : ?
- 1997 : Drôle de père (téléfilm) de Charlotte Brandström : ?
- 1997-2004 / 2006 : Sous le soleil : Baptiste Mondino
- 1998 : Venise est une femme de Jean-Pierre Vergne : ?
- 1998 : Cap des Pins de Bernard Dumont, Emmanuel Fonlladosa : ?
- 1999 : Commissaire Moulin (épisode Sérial Killer) : le copain de Marie
- 1999 : Tramontane d'Henri Helman : ? (mini-série)
- 2002 : Les Enquêtes d'Éloïse Rome : ?
- 2003 : Fabien Cosma : saison 2 Laurent Lepage
- 2004 : La Crim' : ?
- 2005 : Famille d'accueil : ?
- 2005 : Diane, femme flic : ?
- 2005 : Léa Parker : Éric Donner (saison 2, épisodes 15 et 16)
- 2006 : Alerte à Paris ! (téléfilm) : ?
- 2007 : Sœur Thérèse.com (Épisode : L'assassin est parmi nous) : ?
- 2008-2009 : Adresse inconnue : le commandant Olivier Levasseur
- 2012 : Quand les poules auront des dents... (téléfilm) : ?
- 2012 : Julie Lescaut (épisode Sortez les violons) : Hugo Corman
- 2013 : Cherif : ?
- 2017 : Fais pas ci, fais pas ça, saison 9, de Cathy Verney : ?
- 2019 : Léo Matteï, Brigade des mineurs : François Girard (saison 6, épisode 4)
- 2022 : Cassandre de Jérôme Portheault : Julien Valençon (saison 7, épisode 1 Beauté éternelle)
- 2023 : Les secrets du Finistère de François Basset et Anne Péjean : Béraud Legoff
- 2024 : Brigade fluviale de Bénédicte Delmas : Chalençois
- 2025 : Plus belle la vie, encore plus belle (saison 2) : Hector Kepler

### Cinéma
- 2012 : Nos plus belles vacances de Philippe Lellouche : Firmin
- 2014 : Le Jeu de la vérité de François Desagnat : Fabrice

## Doublage

### Films
- 2022 : Sous sa coupe (en) : ? ( ? )[2]
- 2022 : Section 8 (en) : ? ( ? )

### Film d'animation
- 2023 : Le Grand Magasin : voix additionnelles

### Séries télévisées
- 2021 : The Walking Dead : Frost (Glenn Stanton) (saison 11)
- 2022 : Mo : ? ( ? )
- 2023 : L'Écume de la guerre : ? ( ? ) (mini-série)
- 2023 : The Mandalorian : Axe Woves (Simon Kassianides)

### Jeu vidéo
- 2023 : Starfield : Vladimir Sall

## Théâtre
- 1977 : La Ville dont le prince est un enfant de Henry de Montherlant, mise en scène de Jean Meyer, Théâtre des Mathurins[3]
- 1983 : Noix de coco de Marcel Achard, mise en scène Jean Meyer, Théâtre des Célestins
- 1984 : Le Faiseur de Honoré de Balzac, mise en scène Jean Meyer, Théâtre des Célestins
- 1984 : Noix de coco de Marcel Achard, mise en scène Jean Meyer, Théâtre de la Renaissance
- 1985 : Un coq en pâte de Jean Meyer, mise en scène de l'auteur, Théâtre des Célestins
- 1992 : Les Enfants d’Édouard de Marc-Gilbert Sauvajon, mise en scène Jean-Luc Moreau, Théâtre Édouard VII : Walter Darvet-Stuart
- 1993 : L'Avare de Molière, mise en scène Jean-Luc Moreau, Théâtre des Bouffes-Parisiens
- 1994 : Les Fourberies de Scapin de Molière, mise en scène Jean-Luc Moreau, Théâtre du gymnase : Léandre
- 1995, Les Fourberies de Scapin de Molière, mise en scène Jean-Luc Moreau, tournée : Léandre
- 2005 : Le Jeu de la vérité de Philippe Lellouche, mise en scène Marion Sarraut, Théâtre Tristan Bernard
- 2007 : Le Jeu 2 la Vérité de Philippe Lellouche, mise en scène Philippe Lellouche et Morgan Spillemaecker, Théâtre de la Renaissance
- 2008 : Le Jeu 2 la Vérité de Philippe Lellouche, mise en scène Philippe Lellouche et Morgan Spillemaecker, Théâtre des Mathurins
- 2008 : Dîner entre amis de Donald Margulies, mise en scène Michel Fagadau, Comédie des Champs-Élysées
- 2009 : Boire, fumer et conduire vite de Philippe Lellouche, mise en scène Marion Sarraut et Agathe Cémin, La Grande Comédie
- 2012 : Le Jeu 2 la Vérité de Philippe Lellouche, mise en scène Philippe Lellouche et Morgan Spillemaecker, Le Palace
- 2014 : L'Appel de Londres de Philippe Lellouche, mise en scène Marion Sarraut, Théâtre du Gymnase
- 2016 : Garde alternée de Louis-Michel Colla, Edwige Antier, mise en scène Hervé Van Der Meulen au Théâtre des Mathurins
- 2016 : L'Heureux élu de Eric Assous, mise en scène Jean-Luc Moreau, Théâtre de la Madeleine
- 2017 : Le Temps qui reste de Philippe Lellouche, mise en scène Nicolas Briançon, Théâtre de la Madeleine
- 2019 : Le jeu de la vérité de Philippe Lellouche, mise en scène Marion Sarraut, théâtre du Gymnase
- 2019 : En ce temps-là l'amour de Gilles Segal, mise en scène Christophe Gand, Théâtre de la Contrescarpe, festival off d'Avignon en 2022
- 2022 : Brexit sentimental de Michael Sadler, mise en scène Christophe Lidon, Centre national de création d'Orléans